# Студёнки (Липецк)
Студёнки (посёлок Студёновского рудоуправле́ния, чаще всего называемый липчанами «Карьер») — историческая часть в Правобережном округе Липецка. Расположены между улицей Гагарина, рекой Студёновкой и посёлком Трубного завода. Постановлением Президиума ВЦИК РСФСР от 1 февраля 1933 года село Студёнки было включено в городскую черту Липецка.
Прежде, как минимум с XVII века, тут находилось село Большие Студёнки (или просто Студёнки). Название дано по реке Студёновке, впадавшей в Петровский пруд (существовал на месте Нижнего парка).
В состав Больших Студёнок входила Ниженка, которая располагалась по ту сторону дороги на Сокольск (ныне — Студёновская улица). Название Ниженки появилось потому, что она находилась в низовье реки Студёновки и, соответственно, ниже остальной части села.

## Рудник
На карте 1770 года в этом районе показан Студёнский рудник. Он, вероятно, был сооружен ещё в конце XVII века для обеспечения железной рудой Липских железоделательных заводов. После того как село Студёнки вошло в состав Липецка в 1933 году, тут был образован посёлок при Студёновском рудоуправлении. В 1950-е годы, когда образовалась Липецкая область, был уже благоустроенным и имел все необходимые объекты социальной инфраструктуры: школу, Дом культуры, больницу (ныне городская больница № 1), стадион.
Рудник просуществовал до 1964 года, когда начали добывать руду на Курской магнитной аномалии, после этого шахтный ствол засыпали.

## Застройка
В основном Студёнки застроены частными домами. В начале Гранитной улицы расположен стадион «Янтарь». На юго-западе располагается Евдокиевское кладбище с Евдокиевской церковью, а также Быханов сад. На улице Шкатова, 25, находится ДК «СТАГДОК» (Студёновского рудоуправления).
Основные улицы — Шкатова, Балмочных, Новокарьерная, 4-й Пятилетки, Тельмана, Вавилова, Кротевича, 9 Января, Шевченко, Урицкого и др.

## Известные уроженцы
В селе Большие Студёнки родился М. В. Водопьянов.